# بورغو (هوت كورس)

بورغو هي بلدية فرنسية نقع في إقليم هوت كورس في جزيرة كورسيكا، فرنسا.